# Boxenstopp

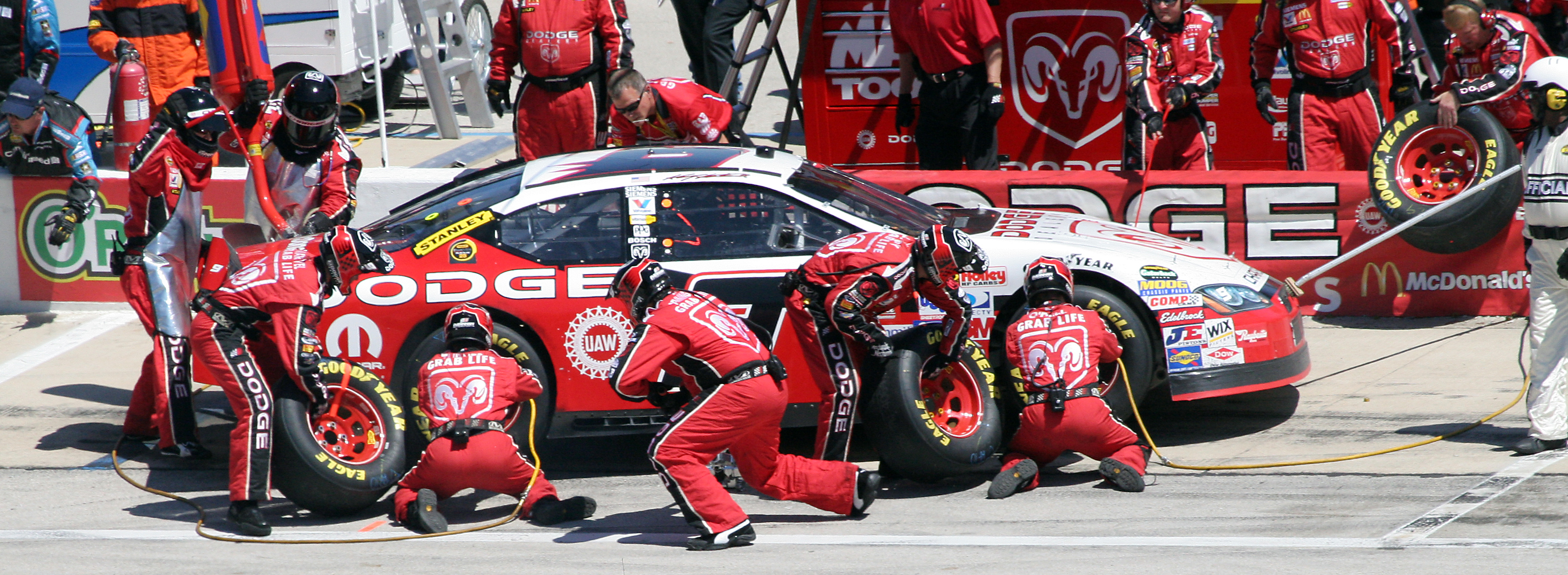
Kasey Kahne im Dodge Charger beim Boxenstopp in der NASCAR-Serie.

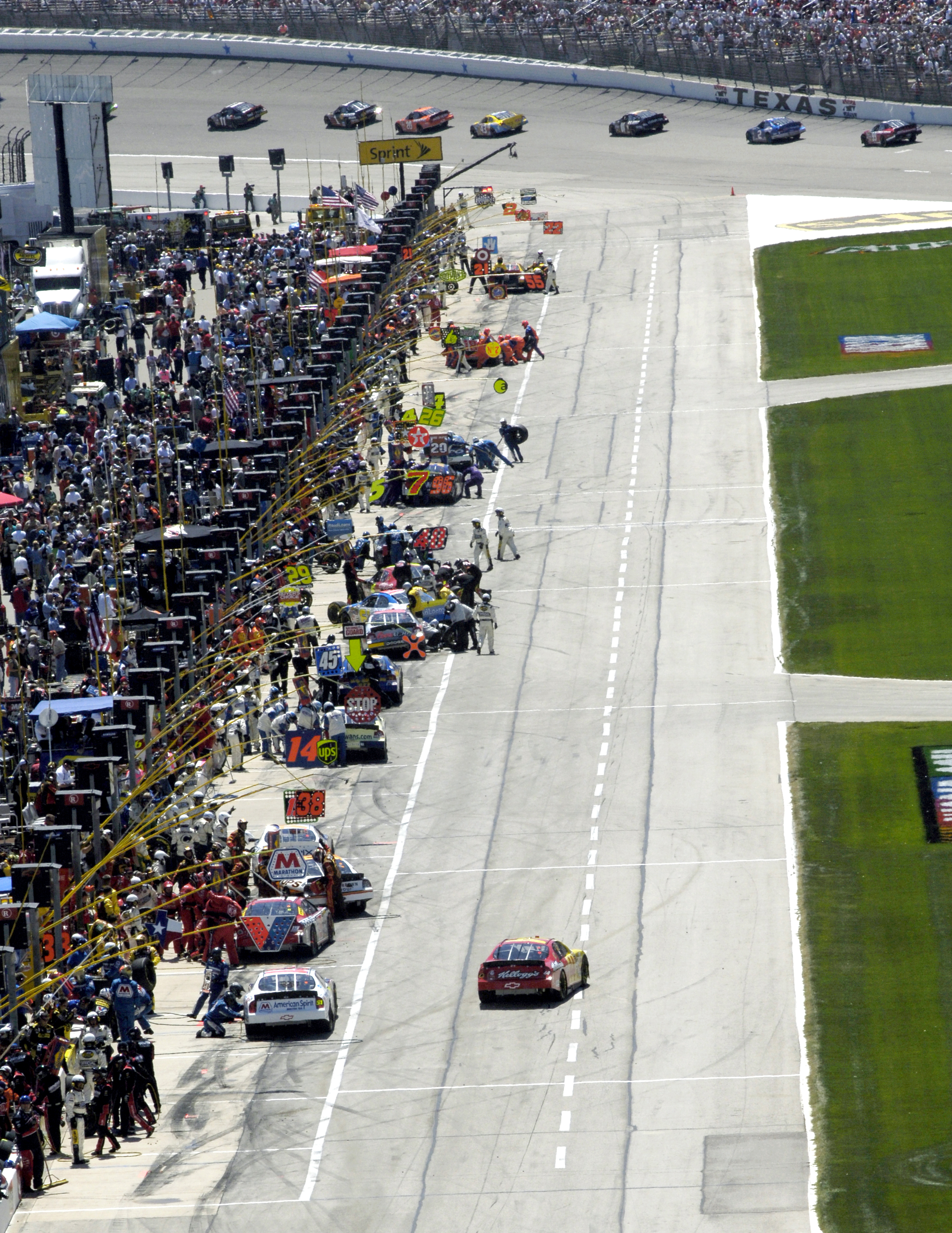
Boxenstopps beim NASCAR Sprint-Cup-Rennen

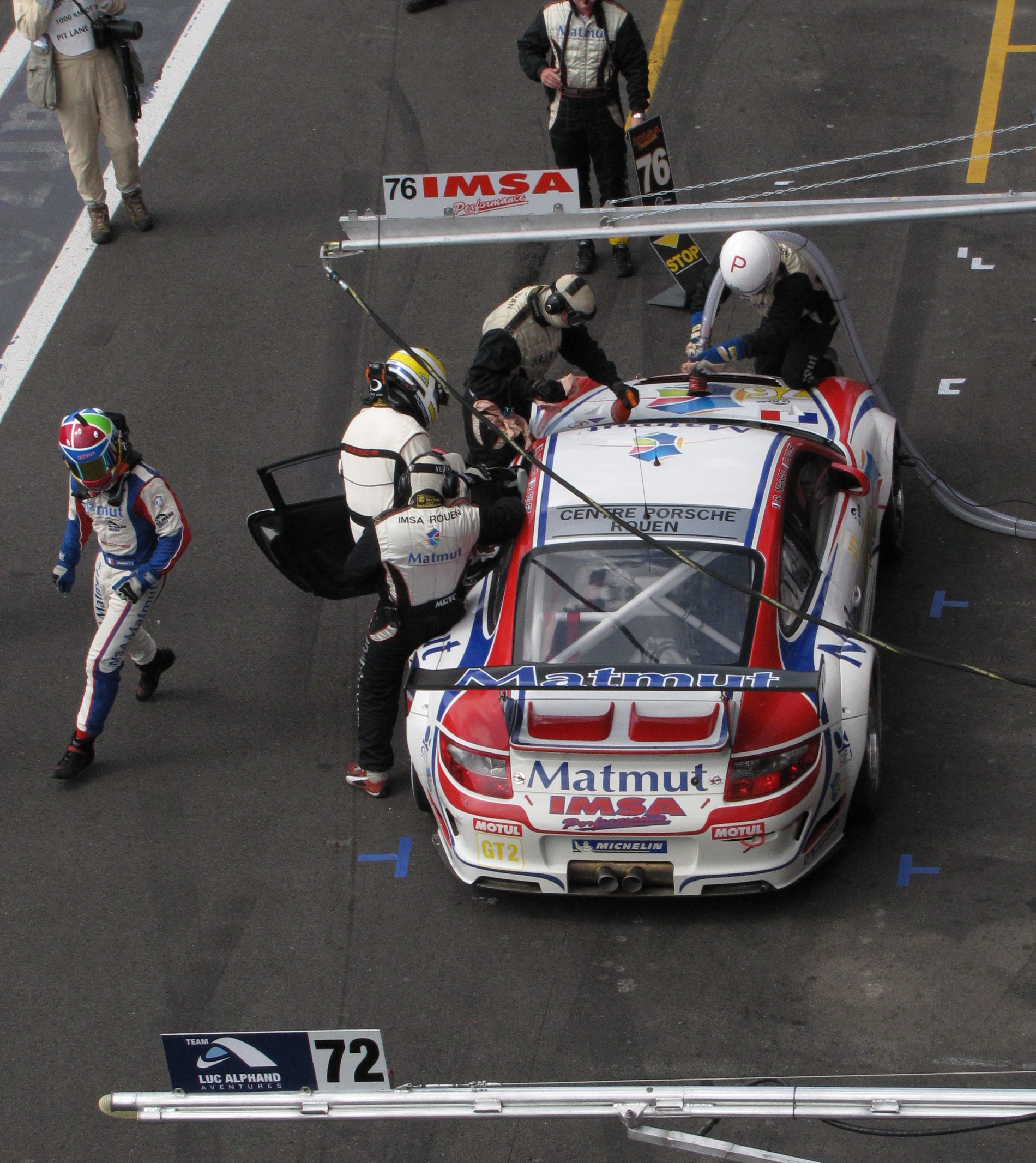
Fahrerwechsel beim 1000-km-Rennen von Spa-Francorchamps 2009 der Le Mans Series

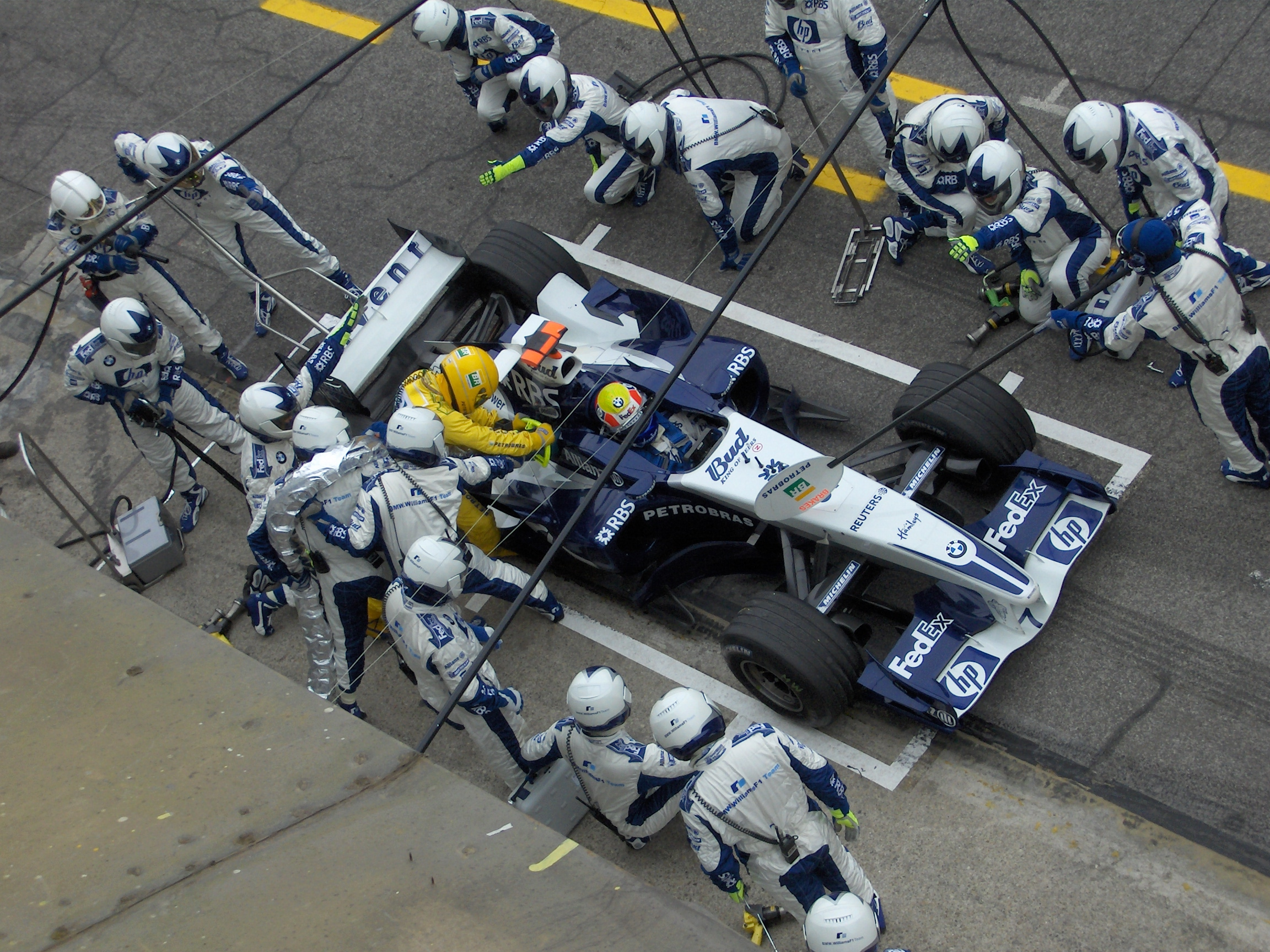
Boxenstopp in der Formel 1 von Williams beim San Marino GP 2005

Als Boxenstopp bezeichnet man im Motorsport das kurze Stoppen eines Fahrzeugs in der Box, um aufzutanken, Räder zu wechseln, kleine Reparaturen durchzuführen, eventuell mechanische Einstellungen zu ändern oder den Fahrer auszutauschen. Auch mehrere Tätigkeiten sind erlaubt. Welche genau, schreibt das Regelwerk der jeweiligen Motorsportart vor. Ebenfalls wird dort geregelt, ob ein oder mehrere Boxenstopps pro Rennen vorgeschrieben sind (sog. Pflichtboxenstopps) und ggf. auch in welchen Rennphasen diese absolviert werden dürfen bzw. müssen (sog. Boxenstopp-Fenster).
Die Boxen sind normalerweise Teil der Boxengasse, also eines abgetrennten Streckenabschnitts, der parallel zur Start-Ziel-Geraden verläuft und an jedem Ende mit der eigentlichen Rennstrecke verbunden ist. Des Weiteren befinden sich am Rande der Boxengasse Garagen (in der Regel eine oder zwei pro Team). In diesen Garagen werden die Autos vor dem Rennen vorbereitet. Danach halten sich in ihnen die Mechaniker des jeweiligen Teams auf, bis sie erneut gebraucht werden. Der Fahrer verbleibt (außer bei einem Fahrerwechsel) im Fahrzeug.
Durch das Absolvieren von Boxenstopps wird das Rennen eines Fahrzeugs in Rennabschnitte aufgeteilt, die man Stints nennt.

## Boxenstopps als taktische Mittel
Boxenstopps können (zum Beispiel in der Formel 1) rennentscheidend sein. Wird der eigene Boxenstopp schneller absolviert als der des Konkurrenten, so kann man ihn dadurch unter Umständen indirekt überholen. Eine mögliche Taktik dazu ist der Undercut. Deshalb trainieren die Mechaniker regelmäßig, um die Arbeiten möglichst schnell zu verrichten.
Mit dem Tankverbot in der Formel 1 seit der Saison 2010 sollte sich der optimale Boxenstopp (mit Reifenwechseln) auf 1,8 Sekunden verkürzen.
Den aktuellen Weltrekord und somit zurzeit schnellsten Boxenstopp erzielte das Team McLaren Racing, als es bei Lando Norris in der 18 Runde des Großen Preises von Katar 2023 in Losail, innerhalb von 1,80 Sekunden einen kompletten Reifenwechsel vollzog und damit den bisherigen Rekord von Redbull (1,82 Sekunden) unterbot.
Zudem werden hierfür eine große Anzahl von Mitarbeitern benötigt, so werden in anderen Rennserien zur Kostensenkung und Unterbindung des Boxenstopps als taktisches Mittel beispielsweise die Anzahl der Boxencrew oder eine Mindestaufenthaltsdauer der Fahrzeuge in der Boxengasse vorgeschrieben.
Da die Menge des Benzins und der Zustand der Reifen das Renntempo bedeutend beeinflussen, Boxenstopps aber Zeit kosten, ist es wichtig und rennentscheidend, die richtige Anzahl Stopps, die Benzinmenge und die eingesetzten Reifen (es gibt härtere und weichere, wobei Erstere länger halten, aber Letztere ein wenig mehr Grip bieten) bereits vor dem Rennen zu bestimmen. Deshalb setzen vor allem die Teams in höheren Rennklassen eigene Strategen ein, welche die möglichst beste Rennstrategie austüfteln sollen. Einer der besten seines Fachs ist der ehemalige Ferrari-Stratege Ross Brawn. Brawn verhalf beim Großen Preis von Frankreich 2004 durch eine erst während des Rennens umgestellte Vier-Stopp-Strategie dem Ferrari-Piloten Michael Schumacher zum Sieg. Bis dahin hatte noch nie jemand mit vier Boxenstopps ein Formel-1-Rennen gewonnen.

## Boxenstopps als Strafe
Ein Boxenstopp kann allerdings auch eine Stop-and-Go-Strafe sein. Je nach Rennserie kann die Rennleitung Strafen für unsportliches Verhalten verhängen. Bei der Stop-and-Go-Strafe muss der Betroffene eine bestimmte Zeit in der Box verweilen, meistens 10 Sekunden. Während dieser Zeit sind keine Reparaturen, Reifenwechsel usw. am Auto zulässig. Diese Strafe ist nicht zu verwechseln mit der Durchfahrtsstrafe, bei der ein bestimmter Fahrer einmal durch die (geschwindigkeitsbegrenzte) Boxengasse fahren muss.

## Gefahren der Boxenstopps
Der Boxenstopp ist eine der riskantesten Tätigkeiten während eines Rennens. Da auch bei hochmodernen Tankanlagen immer wieder Kraftstoff auslaufen und auf den heißen Auspuff tropfen kann, ist die Gefahr eines Brandes immer gegeben. Aus diesem Grund ist es für die Mechaniker, den Fahrer und auch alle anderen eventuell in der Boxengasse Anwesenden (zum Beispiel Reporter oder weitere Teamangehörige; dies ist durch das jeweilige Reglement einer Rennserie festgelegt) vorgeschrieben, feuerfeste Kleidung zu tragen. Ein Beispiel für einen Feuerunfall ist der Brand beim Nachtanken des niederländischen Formel-1-Fahrers Jos Verstappen im Benetton-Ford beim Großen Preis von Deutschland in Hockenheim in der Saison 1994. Weil der Tankschlauch verkantet aufgesetzt wurde, konnte Benzin ausfließen und sich entzünden. Dank der feuerfesten Kleidung wurde allerdings niemand ernsthaft verletzt. Lediglich Verstappen erlitt einige leichte Verbrennungen. Zu Beginn jener Saison wurde das Nachtanken in der Formel 1 wieder erlaubt und ist seit 2010 wieder verboten.